# Konni (langue)
Pour les articles homonymes, voir Koma.
Le konni ou koma, est une langue gur parlée au Ghana.

## Écriture
L’alphabet latin est utilisé pour écrire le konni. 
| Majuscules | A | B | Ch | D | E | Ɛ | F | G | Gb | H | I | Ɩ | J | K | Kp | L | M | N | Ŋ | Ŋm | Ny | O | Ɔ | P | S | T | U | Ʋ | V | W | Y | Z |
| Minuscules | a | b | ch | d | e | ɛ | f | g | gb | h | i | ɩ | j | k | kp | l | m | n | ŋ | ŋm | ny | o | ɔ | p | s | t | u | ʋ | v | w | y | z |

## Phonologie

### Voyelles
La phonétique articulatoire des cinq voyelles est de type [+/-ATR]. Les voyelles dans un mot non composé doivent suivre la loi de l'harmonie vocalique et toutes être [+ATR] ou [-ATR]. Les exceptions à cette règle sont rares.
|          | Antérieure | Centrale | Postérieure |
| -------- | ---------- | -------- | ----------- |
| fermées  | i          |          | u           |
| moyennes | e          |          | o           |

|             | Antérieure | Centrale | Postérieure |
| ----------- | ---------- | -------- | ----------- |
| pré-fermées | ɪ          |          | ʊ           |
| moyennes    | ɛ          |          | ɔ           |
| ouvertes    |            | a        |             |